# La casa de los líos
La casa de los líos va ser una sèrie de televisió espanyola de gènere humorístic produïda per Eduardo Campoy, emesa per Antena 3 durant diverses temporades entre el 15 de setembre de 1996 i 2000. La idea original de l'argument va ser de Germán Álvarez Blanco.

## Argument
Després del divorci de Pilar Valdés, el seu germà Arturo (un vividor d'avançada edat, de vestimenta impecable i formes exquisides) decideix quedar-se a viure a la casa de la seva germana, on tractarà de tirar una mà amb els problemes de la casa que inclouen els que tenen la seva germana, les seves cinc filles (Mercedes, una divorciada a càrrec de dos fills; Manuela, una reeixida executiva; Elvira, una infermera activista; Sara, que viu als EUA; i Fifa una jove amant de les discoteques i els lligues passatgers) i l'empleada de la llar Toñi.
Mentrestant, Arturo munta un negoci d'assessoria, de dubtosa reputació, que es dedica a estafar als seus clients sempre que troba l'ocasió. Per a això compta amb el seu exèrcit de desgraciats ajudants que no fan més que desviure's sense veure una altra cosa que un tancament darrere l'altre.

## Repartiment
| Personatge                           | Actor                 |
| ------------------------------------ | --------------------- |
| Arturo Valdés                        | Arturo Fernández      |
| Pilar Valdés                         | Lola Herrera          |
| María Antonia "Toñi" García Albella  | Florinda Chico        |
| Manuela Bellapart Valdés             | Miriam Díaz Aroca     |
| Elvira Bellapart Valdés              | Emma Ozores           |
| Mercedes "Merche" Bellapart Valdés   | Natalia Menéndez      |
| Fifa Bellapart Valdés                | Patricia Vico         |
| Pedro "Perico" Bejarano              | Goyo González         |
| Mariluz                              | Mabel Lozano          |
| Nicole                               | Amparo Climent        |
| Pilar "Piluquina" Zarra Bellapart    | Alicia Rozas          |
| Pablo "Pablito" Zarra Bellapart      | Alejandro Zafra       |
| Andrés Zarra                         | Pedro Miguel Martínez |
| Pandoro                              | Joe Watson            |
| Santiago "Santi" Velasco "Gualtrapa" | Alfonso Lara          |
| "Richi"                              | Paco Maldonado        |
| Adnan Pashogui                       | Jesús Castejón        |
| Natalia                              | Juncal Rivero         |
| Teresa                               | Belinda Washington    |

## Episodis

### Temporada 1
| Núm. | Títol                                | Data d'emissió         |
| ---- | ------------------------------------ | ---------------------- |
| 1    | Sociedad limitada                    | 15 de setembre de 1996 |
| 2    | Noche de bakalao                     | 22 de setembre de 1996 |
| 3    | Familia que conspira unida           | 29 de setembre de 1996 |
| 4    | El retorno del Jordi                 | 6 d'octubre de 1996    |
| 5    | La rebelión de Espartaca             | 13 d'octubre de 1996   |
| 6    | El padre en casa                     | 20 d'octubre de 1996   |
| 7    | Verano del 57                        | 27 d'octubre de 1996   |
| 8    | Piratas informáticos                 | 3 de novembre de 1996  |
| 9    | Al fin rico                          | 10 de novembre de 1996 |
| 10   | Bienvenido, Míster Guagua            | 17 de novembre de 1996 |
| 11   | Romance accidental                   | 24 de novembre de 1996 |
| 12   | Un matrimonio por conveniencia       | 1 de desembre de 1996  |
| 13   | Vacas flacas                         | 8 de desembre de 1996  |
| 14   | Un Ronaldo en casa                   | 15 de desembre de 1996 |
| 15   | Una noche como las demás             | 29 de desembre de 1996 |
| 16   | Tres magos en la casa del Rey Arturo | 2 de gener de 1997     |
| 17   | Una aventura distinta                | 12 de gener de 1997    |
| 18   | La inauguración                      | 19 de gener de 1997    |
| 19   | Acosado                              | 26 de gener de 1997    |
| 20   | Medallas y lágrimas                  | 2 de febrer de 1997    |
| 21   | El sexo débil                        | 9 de febrer de 1997    |
| 22   | Un ataque de cuernos                 | 16 de febrer de 1997   |
| 23   | Miss Fifa                            | 23 de febrer de 1997   |
| 24   | Solo en casa                         | 2 de març de 1997      |
| 25   | Una boda de portada                  | 9 de març de 1997      |
| 26   | Mr. X                                | 16 de març de 1997     |
| 27   | El amor en los tiempos de bolsa      | 23 de març de 1997     |
| 28   | El don                               | 30 de març de 1997     |
| 29   | Vuelta a casa                        | 6 d'abril de 1997      |
| 30   | Admiradores                          | 13 d'abril de 1997     |
| 31   | La primera comunión                  | 20 d'abril de 1997     |
| 32   | Rehenes                              | 27 d'abril de 1997     |
| 33   | En la fiesta de Blas                 | 4 de maig de 1997      |
| 34   | Juntos pero separados                | 11 de maig de 1997     |
| 35   | Tormenta                             | 18 de maig de 1997     |
| 36   | El mago de las finanzas              | 25 de maig de 1997     |
| 37   | La caja de los espíritus             | 1 de juny de 1997      |
| 38   | La primavera siempre llama dos veces | 8 de juny de 1997      |
| 39   | Vuelve la Toñi                       | 15 de juny de 1997     |
| 40   | Vacaciones                           | 22 de juny de 1997     |

### Temporada 2
| Núm. | Títol                            | Data d'emissió         |
| ---- | -------------------------------- | ---------------------- |
| 41   | Al fin papá                      | 21 de setembre de 1997 |
| 42   | La boda de Arturo Valdés         | 28 de setembre de 1997 |
| 43   | Cariño, ¿por qué no te vas?      | 5 d'octubre de 1997    |
| 44   | Emporio Arturo                   | 12 d'octubre de 1997   |
| 45   | El retorno de Pashogui           | 19 d'octubre de 1997   |
| 46   | El rey de la moda                | 26 d'octubre de 1997   |
| 47   | Paz, amor y chatines             | 2 de novembre de 1997  |
| 48   | El desfile                       | 9 de novembre de 1997  |
| 49   | El gran vendedor                 | 16 de novembre de 1997 |
| 50   | Cien millones de herencia        | 23 de novembre de 1997 |
| 51   | Dile a Merche que la quiero      | 30 de novembre de 1997 |
| 52   | Perra suerte                     | 7 de desembre de 1997  |
| 53   | Problemas de familia             | 14 de desembre de 1997 |
| 54   | En Navidad, amor y huelga, chato | 21 de desembre de 1997 |
| 55   | 28-D                             | 28 de desembre de 1997 |
| 56   | Regalos y bombas                 | 4 de gener de 1998     |
| 57   | ¡Te perdonamos, Arturo, pero...! | 11 de gener de 1998    |
| 58   | La quiebra de Emporio Arturo     | 18 de gener de 1998    |
| 59   | La familia y uno más             | 25 de gener de 1998    |
| 60   | El hijo del jeque                | 1 de febrer de 1998    |
| 61   | El honor de los Valdés           | 8 de febrer de 1998    |
| 62   | La resaca de San Valentín        | 15 de febrer de 1998   |
| 63   | Epidemia en la familia           | 22 de febrer de 1998   |
| 64   | La bomba Sara                    | 1 de març de 1998      |
| 65   | Armas de mujer                   | 8 de març de 1998      |
| 66   | Un soltero y un bebé             | 15 de març de 1998     |
| 67   | Entre dos mujeres                | 22 de març de 1998     |
| 68   | ¡Pa okupa duro el tío Arturo!    | 29 de març de 1998     |
| 69   | La corrupción de la Toñi         | 5 d'abril de 1998      |
| 70   | Dos novios atómicos              | 12 d'abril de 1998     |
| 71   | Maldito vecino                   | 19 d'abril de 1998     |
| 72   | Antes muerto que de otra         | 26 d'abril de 1998     |
| 73   | Duelo de titanes                 | 3 de maig de 1998      |
| 74   | Casablanca... o algo así         | 10 de maig de 1998     |
| 75   | Emergencia en familia            | 17 de maig de 1998     |
| 76   | La reina del juego               | 24 de maig de 1998     |
| 77   | Fray Poker                       | 31 de maig de 1998     |
| 78   | Atrapa a un ladrón               | 7 de juny de 1998      |
| 79   | El señor del anillo              | 14 de juny de 1998     |
| 80   | Las ardientes vacaciones del 98  | 21 de juny de 1998     |

### Temporada 3
| Nº  | Títol                                             | Data d'emissió         |
| --- | ------------------------------------------------- | ---------------------- |
| 81  | Arturo, ¿quieres a Toñi por esposa?               | 20 de setembre de 1998 |
| 82  | Dura vida la del hombre casado                    | 27 de setembre de 1998 |
| 83  | Cobrar por todas partes                           | 4 d'octubre de 1998    |
| 84  | El rey de los JASPS                               | 11 d'octubre de 1998   |
| 85  | La princesa de las arenas                         | 18 d'octubre de 1998   |
| 86  | Regreso al futuro                                 | 25 d'octubre de 1998   |
| 87  | ¡La leche, ¿dónde están mis trajes?!              | 1 de novembre de 1998  |
| 88  | ¡Arturo, ¿estamos locos los Valdés?!              | 8 de novembre de 1998  |
| 89  | Mujeres hartas, muy hartas                        | 15 de novembre de 1998 |
| 90  | La princechita Amina                              | 22 de novembre de 1998 |
| 91  | ¡Santa caña al poseído!                           | 29 de novembre de 1998 |
| 92  | Adiós, casino, adiós                              | 6 de desembre de 1998  |
| 93  | La banda del metro                                | 13 de desembre de 1998 |
| 94  | Todos para uno                                    | 20 de desembre de 1998 |
| 95  | La CIA contra Arturo Valdés                       | 27 de desembre de 1998 |
| 96  | Soledad, maldita soledad                          | 3 de gener de 1999     |
| 97  | Espías al ataque                                  | 17 de gener de 1999    |
| 98  | El combate del siglo                              | 24 de gener de 1999    |
| 99  | La herencia de Cantinflas                         | 31 de gener de 1999    |
| 100 | Gran lío en Antena 3                              | 7 de febrer de 1999    |
| 101 | Su primer asesinato                               | 14 de febrer de 1999   |
| 102 | Llega un ángel                                    | 21 de febrer de 1999   |
| 103 | Nunca escribas cartas, chato                      | 28 de febrer de 1999   |
| 104 | El rapto de Mari Luz                              | 7 de març de 1999      |
| 105 | El regreso de Manuela                             | 14 de març de 1999     |
| 106 | La familia es lo que cuenta                       | 21 de març de 1999     |
| 107 | El regreso de la Toñi                             | 28 de març de 1999     |
| 108 | Cuando los hombres lloran... ¡joder si lloran...! | 4 d'abril de 1999      |
| 109 | Cariños y traiciones                              | 11 d'abril de 1999     |
| 110 | Una situación embarazosa                          | 18 d'abril de 1999     |
| 111 | ¡Tío Arturo, me he hecho mujer!                   | 15 d'abril de 1999     |
| 112 | ¡No nos puedes dejar solos, Pilarín!              | 2 de maig de 1999      |
| 113 | ¡Tras el testamento de la Toñi!                   | 9 de maig de 1999      |
| 114 | ¡Dios mío, Arturo se ha...!                       | 16 de maig de 1999     |
| 115 | ¡Empieza el Ruina Total!                          | 23 de maig de 1999     |
| 116 | ¡La noche es dura, muy dura!                      | 30 de maig de 1999     |
| 117 | ¡Un genio en la Zarzaleja!                        | 6 de juny de 1999      |
| 118 | ¡Primavera del 99: demasiado!                     | 13 de juny de 1999     |
| 119 | El embarazo de Nicole                             | 20 de juny de 1999     |
| 120 | Vacaciones con trampas                            | 27 de juny de 1999     |
| 121 | Las vacaciones del pobre Arturo                   | 4 de juliol de 1999    |

### Temporada 4
| Nº  | Títol                          | Data d'emissió         |
| --- | ------------------------------ | ---------------------- |
| 122 | ¿Qué fue de Arturo Valdés?     | 7 de novembre de 1999  |
| 123 | Operación reconquista          | 14 de novembre de 1999 |
| 124 | Reabre "Emporio Arturo"        | 21 de novembre de 1999 |
| 125 | ¡A casarse tocan!              | 12 de desembre de 1999 |
| 126 | Adivina quién viene a cenar    | 26 de desembre de 1999 |
| 127 | Dos bodinas y casi un funeral  | 2 de gener de 2000     |
| 128 | ¡Esto es Jolivud, chatines!    | 9 de gener de 2000     |
| 129 | Un maldito equívoco            | 16 de gener de 2000    |
| 130 | Se buscan padres               | 23 de gener de 2000    |
| 131 | O César o casi nada            | 6 de febrer de 2000    |
| 132 | El "efecto Toñi"               | 13 de febrer de 2000   |
| 133 | Un triunfo, tras mil derrotas  | 20 de febrer de 2000   |
| 134 | El duelo                       | 27 de febrer de 2000   |
| 135 | Tráfico de chapuzas            | 5 de març de 2000      |
| 136 | Dos gallos Valdés              | 16 de març de 2000     |
| 137 | ¡Que viene el AVE!             | 23 de març de 2000     |
| 138 | El partido de la Zarzaleja     | 30 de març de 2000     |
| 139 | Milagro en la Zarzaleja        | 6 d'abril de 2000      |
| 140 | Camino de santidad             | 13 d'abril de 2000     |
| 141 | El bromuro, ¿solo o con vino?  | 20 d'abril de 2000     |
| 142 | ¡Hasta siempre, Arturo Valdés! | 1 de maig de 2000      |

## Equip tècnic
- Directors: Pablo Ibáñez T., José Miguel Ganga, Eva Lesmes, Toni Sevilla, Raúl de la Morena.
- Guionistes: Joaquín Andújar, Macu Tejera Osuna, Ángeles González Sinde, Joaquín Górriz, Alberto Macías, Fernando Marías, Emilio Mac Gregor, Raquel Aparicio, Germán Álvarez Blanco
- Productor: Eduardo Campoy

## Premis
- 2000: Arturo Fernández guanyador del TP d'Or 1999 com a Millor Actor, Lola Herrera nominada als Premis ATV com a Millor Actriu
- 1999: Arturo Fernández guanyador del TP d'Or 1998 com a Millor Actor i nominat a Millor Actor dels Premis ATV
- 1998: Arturo Fernández nominat al TP d'Or 1997 com a Millor Actor
- 1997: Arturo Fernández nominat al TP d'Or 1996 com a Millor Actor
- Arturo Fernández guanyador de Premis ATV (Premis Iris (Espanya)) a Millor Actor.
- Lola Herrera guanyadora de Premis ATV (Premis Iris (Espanya)) a Millor Actriu.